# Storie (rivista)
Storie è stata una rivista letteraria internazionale. Pubblicata da Leconte in versione bilingue (italiano e inglese), presentava inediti di narratori e poeti contemporanei, fra i quali T.C. Boyle, Raymond Carver, Paul Auster, Joyce Carol Oates e Haruki Murakami. L'ultimo numero fu pubblicato nel gennaio 2016. 

## Storia

Copertina Storie

Storie viene fondata nel 1988. Esce dapprima in edicola e successivamente in libreria. Racconta la scrittura tentando d'indagarne gli aspetti innovativi. Lo scopo è quello di presentare autori affermati e altri di origini non necessariamente letterarie, come pure di riscoprire scrittori dimenticati. Su L'Espresso Storie è definita una rivista “di eccentrica serietà" da Lucio Caracciolo. 
Nel 2001 il giornale viene pubblicato per la prima volta con testo a fronte in inglese nel numero antologico Pomeriggio/Afternoon, in cui compaiono contributi inediti di autori delle più diverse nazionalità (Giuseppe Pontiggia, Niccolò Ammaniti, Robert Coover, Ariel Dorfman, Harry Matthews e Björn Larsson, fra gli altri) e viene inaugurato il metodo di scrittura breve momentista.
Nel 2003 Storie si segnala all'attenzione del Writer's Digest.

## Gli autori
Nel corso degli anni ha pubblicato, fra gli altri, scritti di Alessandro Bergonzoni, Edoardo Albinati, Massimo Bucchi, Mario Capanna, Teresa De Sio, Attilio del Giudice, Marco Lodoli, Russel Banks, André Brink, Gregory Corso, Lydia Lunch e Kevin Smith.

## Archivio storico

### Storie(s) – numeri speciali
- Raymond Carver – Tess Gallagher, Cattedrali
- Raymond Carver, Tell it all
- Paul Auster, Purgatory
- Coline Serreau, La crisi

### Storie
- Gerard Malanga, Poesia a New York, oggi (Storie44)
- Maggie Estep, Dove viveva il cavallo bianco (Storie45)
- Bulbul Sharma, In possesso (Storie46)
- T.C. Boyle, Lake Cachuma, Novembre 2003 (Storie47/48)
- André Brink, In un mondo violento (Storie49)
- Murakami Haruki, Granchi (Storie50)
- Joyce Carol Oates, La fabbrica di pesce (Storie51)
- Ariel Dorfman, La preda (Storie52/53)
- Joseph McElroy, In diagonale (Storie54)
- Lydia Lunch, Johnny behind the deuce (Storie55)
- Gregory Corso, Diluvio (Storie56)
- Jerome Charyn, Princess Hannah (Storie57/58)
- Björn Larsson, Sea says (Storie59)
- Laura Hird, Ten Minutes Scots (Storie60)
- AA.VV., Vita e morte del Porno (Storie61)
- AA.VV., New Yorkers (Storie62/63)
- Robert Coover, Romance (Storie64)
- Scott Turow, Cose promesse, altre sognate (Storie65)